# Renaat Van Elslande

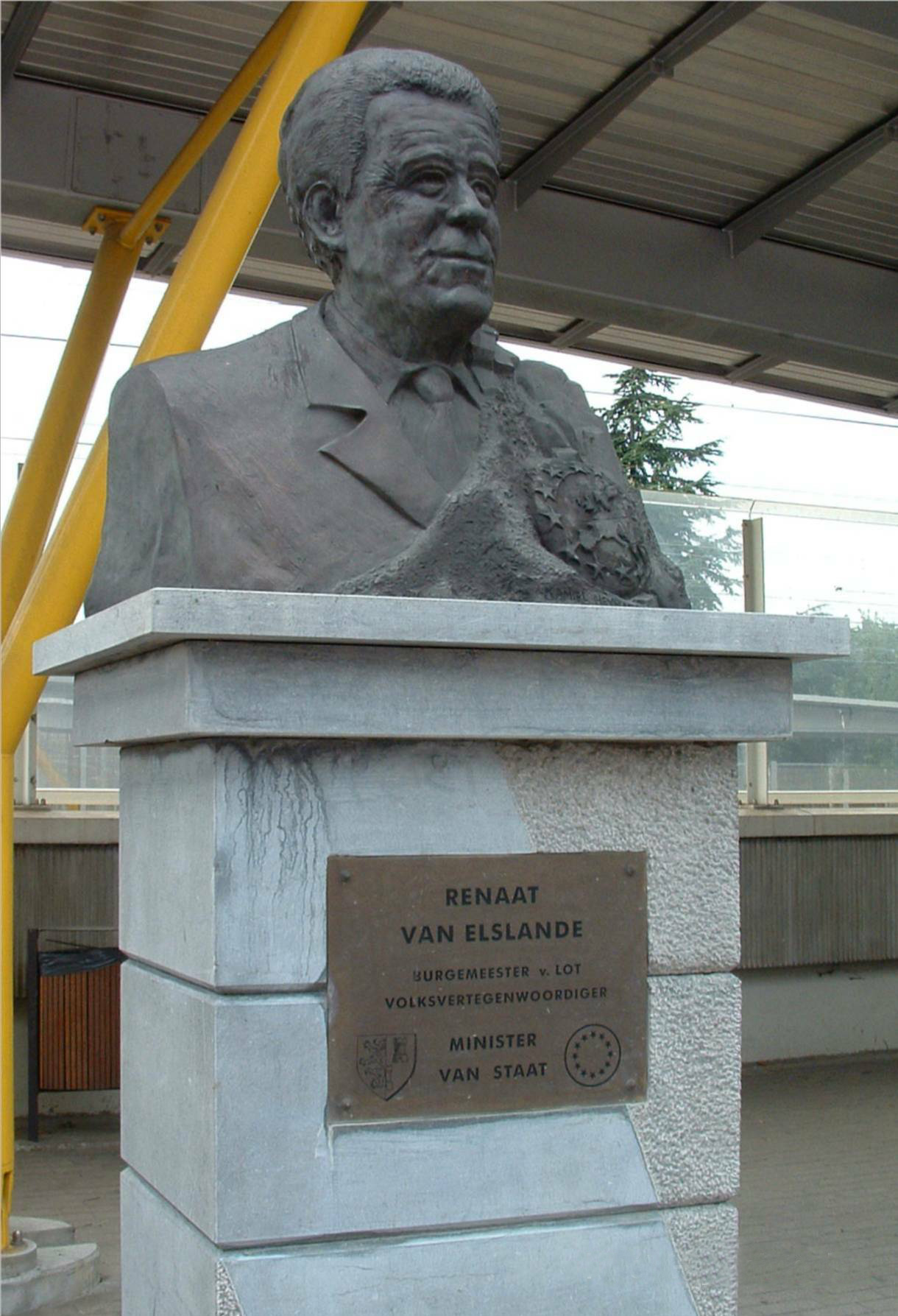
Standbeeld voor R. Van Elslande te Lot (waar hij lange tijd burgemeester was) ...

Renaat Antoon Joseph Cornelis Van Elslande (Boekhoute, 21 januari 1916 – Ukkel, 21 december 2000) was een Belgisch staatsman van christendemocratische strekking (CVP).

## Biografie
Van Elslande was de zoon van een flamingantische West-Vlaamse onderwijzer. Hij volgde middelbaar onderwijs aan het Klein Seminarie in Roeselare, waar hij lid werd van het Algemeen Katholiek Vlaams Studentenverbond en meewerkte aan De Vlaamsche Vlagge. Daarna sloot hij zich aan bij de KSA.
Van 1936 tot 1941 studeerde hij rechten en van 1939 tot 1942 politieke en sociale wetenschappen aan de Katholieke Universiteit Leuven. Hij was er lid van het Katholiek Vlaams Hoogstudentenverbond, van 1936 tot 1940 van literair-cultureel studentengenootschap Met Tijd en Vlijt, van 1936 tot 1938 van het Jong Volkse Front en van 1938 tot 1940 van het Jeugdfront.
Na zijn studies was hij van 1941 tot 1943 advocaat-stagiair in Kortrijk en Leuven en van 1943 tot 1945 advocaat in Brussel (1943-1945)

## Burgemeester
Na de Tweede Wereldoorlog was hij lector aan de KU Leuven en parlementair redacteur  van De Nieuwe Standaard. Hij werd van 1945 tot 1947 ook hoofdredacteur van het door Jos De Saeger gestichte politieke weekblad 't Westen.
Na zijn huwelijk in 1945 vestigde hij zich in de Vlaams-Brabantse gemeente Lot, waar zijn echtgenote apotheker was. Daar werd hem bij de eerste naoorlogse gemeenteraadsverkiezingen door de plaatselijke CVP-afdeling gevraagd om de lijst aan te voeren. De CVP behaalde meteen de meerderheid. Van Elslande werd in januari 1947 burgemeester van Lot, en bleef dit tot in 1976, toen hij de sjerp doorgaf aan zijn opvolger Frans Roossens. Gedurende zijn bijna 30-jarig burgemeesterschap wist hij Lot om te vormen tot een "model-industriedorp".

## Nationale politiek
Van Elslande werd lid van het Studiecentrum van de Christelijke Volkspartij  en werd in 1949 verkozen als lid van de Kamer van volksvertegenwoordigers voor het arrondissement Brussel, wat hij bleef tot in 1981. Hij werd lid van het Centrum Harmel waar hij zich bekwaamde in de problematiek van de Vlaams-Waalse verhoudingen. Hij werd voorstander van culturele autonomie. In mei 1954 diende hij een wetsvoorstel in waarin hij voorstelde cultuurraden op te richten, maar kreeg daar niet genoeg steun voor. Ook daarna bleef hij in het parlement ijveren voor de splitsing van het onderwijs- en cultuurbeleid.
In de periode december 1971-oktober 1980 zetelde hij als gevolg van het toen bestaande dubbelmandaat ook in de Cultuurraad voor de Nederlandse Cultuurgemeenschap, die op 7 december 1971 werd geïnstalleerd. Vanaf 21 oktober 1980 tot november 1981 was hij tevens korte tijd lid van de Vlaamse Raad, de opvolger van de Cultuurraad en de voorloper van het huidige Vlaams Parlement.
Van september 1960 tot april 1961 was hij minister-onderstaatssecretaris voor Culturele Zaken. In deze functie kreeg hij de kans zijn visie op het cultuurbeleid te realiseren. Ook was hij verantwoordelijk voor de uitvoering van de wet op de staatsomroep van mei 1960, de eerste wetgevende maatregel die de richting van de culturele autonomie inging. Vervolgens was hij van april 1961 tot mei 1965 minister van Cultuur en adjunct voor Nationale Opvoeding.
Van 1965 tot 1966 leidde Van Elslande de Kamerfractie van de CVP, waarna hij van maart 1966 tot februari 1968 minister van Europese Zaken en Nederlandse Cultuur was. Als minister van Europese Zaken probeerde hij op het ministerie van Buitenlandse Zaken om de achterstelling van Nederlandstalige diplomaten te verhelpen. Van 1969 tot 1972 leidde hij opnieuw de CVP-Kamerfractie.
Van januari 1972 tot januari 1973 was Van Elslande minister van Binnenlandse Zaken. In deze functie besteedde hij bijzondere zorg aan het toepassen van de taalwetten en bereidde hij de fusie van de Belgische gemeenten voor, die later doorgevoerd werd door zijn opvolger Joseph Michel. Daarna was hij van januari 1973 tot juni 1977 minister van Buitenlandse Zaken en Ontwikkelingssamenwerking. Hij droeg toen onder meer bij tot een verbetering van de betrekking met Zaïre en tot een rationelere aanpak van de ontwikkelingssamenwerking. Hij beëindigde zijn ministeriële carrière als minister van Justitie, een functie die hij uitoefende van juni 1977 tot mei 1980. Van oktober 1978 tot april 1979 was hij eveneens vice-eerste minister, belast met de voorbereiding en de verdediging van de Verklaring tot Wijziging van de Grondwet. In 1981 verliet Van Elslande de actieve politiek.
Op 10 juli 1991 ontving hij uit handen van voorzitter Louis Vanvelthoven de Gouden Erepenning van de Vlaamse Raad. Op 26 mei 1992 werd hij benoemd tot minister van Staat.  Op vraag van de familie zag de Belgische overheid bij de begrafenis in 2000 af van de geplogenheden die gepaard gaan met deze status.

## Publicaties
- Culturele autonomie, Een concreet voorstel, Lot, 1954
- Het streekplan als instrument van ruimtelijke ordening, in: E.R.V.-berichten, 1961
- Invloed en betekenis van de Vlaamse rechtswetenschap voor de Nederlandse Cultuur, in: Rechtskundig Weekblad, 1967
- Europa's Toekomst, 1975
- België en de Derde Wereld, 1977